# Jaris
Jaris es el sexto distrito del cantón de Mora, en la provincia de San José, de Costa Rica.
El distrito se caracteriza por sus famosos trapiches y la producción porcina, conocidos a nivel nacional y visitados por cientos de turistas al año.

## Toponimia
Hay un debate respecto al nombre del distrito entre los y las pobladoras. Existe un mito que señala que este territorio fue administrado por un indígena llamado Jairo, cuyo nombre en huetar era Jaris y en español se pensó que se refería a Jairo, aunque también se pudo llamar Jairo ya que los indígenas adoptaron y les fueron impuestos nombres europeos. Otra versión, indica que el nombre del distrito surge del río que lo colinda y es utilizado para delimitar sus fronteras, el río Jaris, que de igual manera trae consigo un nombre indígena, específicamente una voz huetar.

## Historia
Jaris fue fundado el 28 de junio de 2012 mediante el decreto n° 19-2012-MGP y ratificado el 18 de mayo de 2012 por medio de Acuerdo Ejecutivo N° 0015-2012-MGP, previamente aprobado por la Municipalidad de Mora el 17 de noviembre de 2008. Fue segregado del distrito primero del cantón Colón.

## Ubicación
Se ubica en el centro-oeste del cantón, limita al noroeste con el distrito de Piedras Negras, al oeste con el cantón de Puriscal, al sureste con el distrito de Guayabo y al noreste con el distrito de Quitirrisí.

## Geografía
Jaris cuenta con un área de 5,49 km² y una altitud media de 830 m s. n. m.
Jaris es un distrito totalmente rural, con una gran cantidad de cobertura boscosa y algunos cerros. Está atravesado por dos afluentes: el Río Jaris y el Río Tambor.  La planicie es donde se encuentra la mayor parte de la población. 

## Demografía
Para el año 2021, Jaris cuenta con una población estimada de  habitantes. Para el último censo, en 2011, el distrito no había sido creado por lo que no se cuentan con datos demográficos, pero existe una mención a Jaris en el censo de 1883 con 166 habitantes.
Es uno de los distritos, junto con Piedras Negras, menos poblados de la provincia de San José.  La pobreza es un factor presente en el cantón. Si bien el IDH del Cantón de Mora es alto, se debe a que Colón tiene una gran población, que incluso sumada las poblaciones de los demás distritos no suman la cantidad de Colón, esto se refleja en que los distritos de la periferia estén en una gran desigualdad. 
En Jaris hay precarios, casas en condición de deterioro y pobreza por línea de ingreso y multidimensional. Respecto a las problemáticas sociales, Jaris se encuentra afectada por el narcotráfico, lavado de dinero, desatención por parte del gobierno municipal y problemas organizacionales comunitarios. Las actividades delictivas del distrito son principalmente el robo y el hurto. Algunas otras actividades ilícitas menores son el consumo de droga en los espacios públicos, contaminación sónica y de aguas. Respecto a este último factor, debido a la producción de cerdos, muchos propietarios prefieren verter los desechos de sus porquerizas o chiqueros a quebradas y ríos, provocando malos olores y afectación a otros distritos y la fauna. 

## Localidades
- Poblados: Pito, Trapiches.

## Cultura
Respecto a su cultura, Jaris se caracteriza por actividades principalmente asociadas al catolicismo, la religión predominante. La "Trapichada" es una actividad que reúne a cientos de vecinos y visitantes del resto del país e incluso extranjeros. Esta actividad tiene como fin exponer el proceso desde la siembra de la caña de azúcar, pasando por la recolección, molienda, cocción hasta los diferentes productos derivados, incluido el guaro. Esta actividad es amenizada por música ya sea en vivo o no, así como la venta de cervezas, licor y comida.

### Deportes
Debido a que Jaris tiene un relieve montañoso es ideal para la práctica de deportes como el motocross. Durante las fechas que se realizan, el día domingo se realiza un rally por el distrito y el poblado de La Palma en la que participa gente en motocicletas, autos 4x4, entre otros vehículos adaptados para el barro. 

### Fiestas en honor a San Isidro Labrador
Como se mencionó, las Fiestas de Jaris en honor a San Isidro Labrador son muy reconocidas por varios elementos. Estas fiestas son características porque se extienden hasta el día lunes, día que es el más concurrido. Ese día, muchas personas de todo Costa Rica lo reservan para asistir a Jaris ya que tiene lugar la bendición de animales, cosechas, autos y personas luego de la misa en honor al santo, pero además, el desfile de boyeros es uno de los más grandes del país, registrando, según entrevistas a pobladores, hasta 125 yuntas de bueyes, la razón de que sea tan gustado es porque contrariamente a Escazú, cantón relacionado con boyeros, en Jaris el recorrido es meramente rural recreando exactamente como eran y son los caminos por donde transitan carretas y bueyes.

### Gastronomía
La comida es un elemento característico de esta localidad y muy apreciada por sus visitantes, siendo famosas sus fiestas en honor a San Isidro Labrador en la cual miles de personas indican que vienen a comer. Entre las comidas más características se encuentran:
- Gallos de Chicasquil: en una tortilla se sirve un picadillo elaborado con las hojas de la planta de chicasquil, piel de cerdo, comino, papas, caldo de pollo o cerdo, grasa de cerdo, achiote y otros ingredientes aromáticos.
- Gallos de cerdo: en una tortilla se sirve carne de cerdo adobada con diferentes ingredientes aromáticos a cocción media. Es uno de los platillos más consumidos por los visitantes, el hecho que la carne sea producida acá le da un sabor especial.
- Sopas: las sopas son un emblema de la localidad. Sopas de mondongo, frito, gallina casera y pollo son muy apetecidas.

## Economía
El distrito de Jaris tiene una infraestructura básica. Posee una escuela, una cancha de fútbol, un templo católico, un centro de atención de salud (EBAIS) atendido una vez a la semana. Cuenta con servicios de agua, electricidad e internet. Además, hay algunos establecimientos para la compra de abarrotes y pago de servicios.
Respecto a las actividades económicas, las personas del cantón se movilizan a Puriscal, Ciudad Colón, Santa Ana y San José a trabajar mayoritariamente debido a la falta de oportunidades. Las actividades económicas que se dan en el distrito son la cría de cerdos, producción de huevos de gallinas, algunas cabezas de ganado, trabajos de finca como limpieza de maleza, construcción de cercas, etc.

## Transporte

### Carreteras
Sus calles son de piedra mayoritariamente y se caracterizan por ser calles empinadas.  Al distrito lo atraviesan las siguientes rutas nacionales de carretera:
- Ruta nacional 209
- Ruta nacional 239

## Concejo de distrito
El concejo de distrito del distrito de Jaris vigila la actividad municipal y colabora con los respectivos distritos de su cantón. También está llamado a canalizar las necesidades y los intereses del distrito, por medio de la presentación de proyectos específicos ante el Concejo Municipal. El presidente del concejo del distrito es el síndico propietario del partido Nueva Generación, Víctor Ávalos Villalobos.
El concejo del distrito se integra por:
| #                       | Partido                         | Nombre                         |
| Síndico propietario     | Síndico propietario             | Síndico propietario            |
| ----------------------- | ------------------------------- | ------------------------------ |
| 1                       | Partido Nueva Generación        | Víctor Julio Ávalos Villalobos |
| Síndico suplente        |                                 |                                |
| 2                       | Partido Nueva Generación        | Gladys Barrantes Quesada       |
| Concejales propietarios |                                 |                                |
| 3                       | Partido Nueva Generación        | Carlos Quirós Chinchilla       |
| 4                       | Partido Nueva Generación        | Cindy Garita Valverde          |
| 5                       | Partido Unidad Social Cristiana | Lorena Delgado Rojas           |
| 6                       | Partido Liberación Nacional     | Alberto Rodríguez Hernández    |
| Concejales suplentes    |                                 |                                |
| 7                       | Partido Nueva Generación        | Andrey Barrantes Mena          |
| 8                       | Partido Nueva Generación        | María Inés Alpízar Quirós      |
| 9                       | Partido Unidad Social Cristiana | Ronald Barrantes Alpízar       |
| 10                      | Partido Liberación Nacional     | Maritza Agüero Guevara         |